# ニコライ・フェドレンコ
ニコライ・トロフィモヴィッチ・フェドレンコ（ロシア語: Николай Трофимович Федоренко、英語: Nikolai Trofimovich Fedorenko, 1912年11月9日 - 2000年10月2日）は、ソ連の文献学者、東洋学者、外交官。

## 経歴
1912年にロシア帝国のピャチゴルスクで生まれる。1937年にモスクワ東洋学院を卒業。1953年よりロシア科学アカデミー教授。
1955年にはソ連の副外相に就任。1958年から1962年まで、駐日ソビエト特命全権大使を務めた。1963年から1968年までソ連の国連常任代表。1975年にフィレンツェ・アカデミア美術館の名誉アカデミー会員となる。2000年に死去。
中国、日本の文化、文学、歴史についての著書を多数残している。レーニン勲章を始め、数多くの受賞歴がある。

## 邦訳著作
- 『新中国の芸術家たち』木村浩訳 朝日新聞社 1960
- 『ソ連大使の日本ノート』飯田規和訳 朝日新聞社 1967